# Black Diamonds (L.A. Guns)
Black Diamonds è il quattordicesimo album in studio degli L.A. Guns pubblicato nel 2023 dalla Frontiers Records .

## Tracce
1. You Betray
2. Wrong About You
3. Diamonds
4. Babylon
5. Shame
6. Shattered Glass
7. Gonna Lose
8. Got It Wrong
9. Lowlife
10. Crying
11. Like A Drug

## Formazione
- Phil Lewis (voce)
- Tracii Guns (chitarra, Mellotron, cori)
- Ace Von Johnson (chitarra, cori)
- Johnny Martin (basso, chitarra)
- Adam Hamilton (batteria - studio)
- Shawn Duncan (batteria - live)